# Shawal Anuar
Shawal Anuar (ur. 29 kwietnia 1991 w Singapurze) – singapurski piłkarz, występujący na pozycji napastnika w singapurskim klubie Lion City Sailors FC oraz w reprezentacji Singapuru.

## Statystyki

### Klubowe
Na podstawie:
| Klub                     | Sezonów | Liga     | Liga  | Liga   | Puchar krajowy | Puchar krajowy | Kontynentalne | Kontynentalne | Suma  | Suma   |
| Klub                     | Sezonów | Liga     | Mecze | Bramki | Mecze          | Bramki         | Mecze         | Bramki        | Mecze | Bramki |
| ------------------------ | ------- | -------- | ----- | ------ | -------------- | -------------- | ------------- | ------------- | ----- | ------ |
| Geylang International FC | 6       | S-League | 91    | 30     | 20             | 2              | –             | –             | 88    | 15     |
| Hougang United FC        | 3       | S-League | 55    | 18     | 7              | 3              | 6             | 0             | 62    | 6      |
| Lion City Sailors FC     | 2       | S-League | 38    | 21     | 7              | 7              | 14            | 4             | 14    | 0      |
|                          | Łącznie | Łącznie  | 184   | 69     | 34             | 12             | 20            | 4             | 166   | 21     |

### Reprezentacyjne
Na podstawie:
| Gole w reprezentacji | Gole w reprezentacji | Gole w reprezentacji | Gole w reprezentacji | Gole w reprezentacji | Gole w reprezentacji | Gole w reprezentacji | Gole w reprezentacji   |
| Lp.                  | Data                 | Miasto               | Przeciwnik           | Wynik                | Gole                 | Inne                 | Rozgrywki              |
| -------------------- | -------------------- | -------------------- | -------------------- | -------------------- | -------------------- | -------------------- | ---------------------- |
| 1.                   | 23.03.2017           | Al-Wakra             | Afganistan           | 1:2 (0:1)            | 46'                  |                      | mecz towarzyski        |
| 2.                   | 29.03.2022           | Singapur             | Filipiny             | 2:0 (1:0)            | 90'                  |                      | mecz towarzyski        |
| 3.                   | 17.12.2022           | Singapur             | Malediwy             | 3:1 (1:0)            | 50', 87'             |                      | mecz towarzyski        |
| 4.                   | 24.12.2022           | Singapur             | Mjanma               | 3:2 (1:1)            | 74'                  |                      | Mistrzostwa ASEAN 2022 |
| 5.                   | 27.12.2022           | Wientian             | Laos                 | 2:0 (1:0)            | 90+4'                |                      | Mistrzostwa ASEAN 2022 |
| 6.                   | 16.06.2023           | Singapur             | Papua-Nowa Gwinea    | 2:2 (2:2)            | 44'                  |                      | mecz towarzyski        |
| 7.                   | 18.06.2023           | Singapur             | Wyspy Salomona       | 1:1 (1:0)            | 31'                  |                      | mecz towarzyski        |
| 8.                   | 12.09.2023           | Singapur             | Chińskie Tajpej      | 3:1 (1:1)            | 80'                  |                      | mecz towarzyski        |
| 9.                   | 17.10.2023           | Dededo               | Guam                 | 1:0 (0:0)            | 81'                  |                      | Eliminacje MŚ 2026     |
| 10.                  | 21.11.2023           | Singapur             | Tajlandia            | 1:3 (1:1)            | 41'                  |                      | Eliminacje MŚ 2026     |
| 11.                  | 15.11.2024           | Singapur             | Mjanma               | 3:2 (1:0)            | 84'                  |                      | mecz towarzyski        |
| 12.                  | 18.11.2024           | Singapur             | Chińskie Tajpej      | 2:3 (0:1)            | 90+2'                | asysta               | mecz towarzyski        |
| 13.                  | 11.12.2024           | Singapur             | Kambodża             | 2:1 (2:0)            | 16'                  |                      | Mistrzostwa ASEAN 2024 |
| 14.                  | 14.12.2024           | Hanoi                | Timor Wschodni       | 3:0 (0:0)            | 83', 90'             | asysta               | Mistrzostwa ASEAN 2024 |
| 15.                  | 17.12.2024           | Singapur             | Tajlandia            | 2:4 (2:1)            | 10'                  |                      | Mistrzostwa ASEAN 2024 |

## Sukcesy
Na podstawie:

### Klubowe
- Puchar Singapuru 2021/22, 2022/23
- Superpuchar Singapuru 2024